# Коломасово
Колома́сово (рос. Коломасово, ерз. Коломасово) — присілок у складі Теньгушевського району Мордовії, Росія. Входить до складу Куликовського сільського поселення.
Населення — 38 осіб (2010; 67 у 2002).
Національний склад (станом на 2002 рік):
- росіяни — 91 %